# Hyouka
Hyouka (氷菓?, Hyōka) è una serie di light novel scritta e illustrata da Honobu Yonezawa. Dal 2001 al 2016 sono stati pubblicati sei volumi della serie. Un adattamento manga disegnato da Task Ohna è stato serializzato sulla rivista Monthly Shōnen Ace della Kadokawa Shoten dal 26 gennaio 2012. Un adattamento animato prodotto dalla Kyoto Animation e diretto da Yasuhiro Takemoto è iniziato il 22 aprile 2012 e concluso il 16 settembre.
Un film live-action diretto da Mari Asato e interpretato da Kento Yamazaki e Alice Hirose è stato distribuito il 3 novembre 2017.
Il titolo "hyōka" deriva dal florilegio del Club di Letteratura. Prima di essere espulso dal liceo, lo zio di Eru espresse un ultimo desiderio, ossia quello di scegliere il nome per la raccolta. In realtà questo nome si rivelò un gioco di parole poiché la traduzione inglese della parola giapponese "hyōka" è "ice cream" e, con la stessa pronuncia si formano le parole "I scream" cioè "io grido", segno di come si sentiva realmente lo zio di Eru ad essere espulso forzatamente dal liceo.

## Trama
Houtarou è un ragazzo che frequenta il liceo e il suo motto è "non fare nulla che non sia costretto a fare, e se proprio mi tocca di fare qualcosa, meglio sbrigarla alla svelta", il che la racconta lunga su che tipo di ragazzo sia. Come detto da egli stesso, e ripetuto più volte da Satoshi, la sua vita non può essere definita "rosea" come quella degli altri liceali, bensì "grigia". Dopo che la sorella, durante uno dei suoi tanti viaggi, gli scrive dall'India che vorrebbe che lui partecipasse e tenesse in vita il Club di Letteratura del liceo, Oreki si unisce al club.
Durante questa sua nuova vita all'interno del club, Houtarou si troverà continuamente alle prese con numerosi misteri e casi particolari, che attraverso indagini e deduzioni riuscirà a risolvere. Il ragazzo, che non si spreca mai in nulla, verrà affiancato nelle sue investigazioni da Eru Chitanda, una ragazza allegra e amante dei misteri, e da due suoi amici delle medie: Satoshi Fukube e Mayaka Ibara. Uno dei vari casi riguarderà proprio un membro del club, ovvero Chitanda, e il mistero in questione coinciderà anche con il misterioso motivo per cui la ragazza si è unita al club.
Chitanda, infatti, si è unita al club per via di suo zio, e più precisamente per ricordarsi un qualcosa che egli disse e che la fece piangere. Da lì a poco, sarebbero passati 7 anni dalla scomparsa dello zio, e la famiglia di Chitanda lo avrebbe dichiarato morto. La ragazza voleva per questo presentarsi al suo funerale portando dentro di sé le sue parole. Da qui partiranno le indagini che porteranno a svelare numerosi segreti riguardanti il club e la scuola celati per 45 anni.

## Personaggi

### Principali
Houtarou Oreki (折木 奉太郎?, Oreki Hōtarō)
Doppiato da: Yūichi Nakamura, interpretato da: Kento Yamazaki
Studente apatico e disinteressato a tutto che si unisce al Club di Letteratura su richiesta della sorella maggiore, per impedirne la chiusura a causa della assenza di membri. Il suo motto è "Non fare nulla che non sia costretto a fare, e se proprio devo fare qualcosa, meglio sbrigarla in fretta." Non gli piace sprecare energie ma, quando si trova di fronte ad un mistero su cui pensare, lo esamina a fondo finché non trova la soluzione. È dotato inoltre di un'eccezionale intelligenza e di un grande spirito d'osservazione che lo aiuta anche ad accorgersi dei dettagli più minimi. Per lui Chitanda è "qualcuno che non può ignorare", lasciando intendere che in fondo prova dei sentimenti nei suoi confronti. Proprio grazie alla sua continua curiosità insaziabile inizierà la per lui una vita da liceale più rosea e "primaverile".
Eru Chitanda (千反田 える?, Chitanda Eru)
Doppiata da: Satomi Satō, interpretata da: Alice Hirose
Una ragazza molto carina che si unisce al Club di Letteratura. Il motto di Eru è "Sono curiosa!" Anche se ha il massimo dei voti nel mondo accademico, è molto sbadata e spesso si affida alle capacità di ragionamento di Oreki. È una ragazza energica che si impegna al massimo in tutto quello che fa e conosce le tradizioni cittadine e il galateo poiché proviene da un'antica famiglia di contadini benestanti. Ogni volta che le si pone davanti un mistero, non riesce a smettere di pensarci finché non viene risolto. Ha una grande ammirazione per Oreki, lodandolo spesso per il suo talento nel risolvere i misteri. Viene accennato che nutre dei sentimenti per lui.
Satoshi Fukube (福部 里志?, Fukube Satoshi)
Doppiato da: Daisuke Sakaguchi, interpretato da: Amane Okayama
Compagno di classe di Houtarou e suo migliore amico, si unisce al Club di Letteratura classica con lui. Ha ottime capacità di detective, è orgoglioso della sua impressionante memoria (riferendosi addirittura a se stesso come un "database" umano) e sorride sempre. Sebbene esorti sempre Oreki a partecipare di più nella vita, si scopre che egli è anche segretamente geloso di lui, poiché per natura tende a farsi ossessionare dalla vittoria e Oreki dimostra di essere il migliore in campo investigativo. Chiama Mayaka Ibara per nome e ciò indica che i due sono abbastanza intimi. Più tardi, verrà rivelato che lui ricambia i sentimenti per Mayaka, ma non vuole diventare "ossessionato" da lei. Comincia ad uscire con Mayaka nella primavera del secondo anno.
Mayaka Ibara (伊原 摩耶花?, Ibara Mayaka)
Doppiata da: Ai Kayano, interpretata da: Fujiko Kojima
Il quarto membro del Club di Letteratura; è entrata dopo gli altri tre. Lei e i due ragazzi frequentavano la stessa scuola media. Non va d'accordo con Houtarou anche se il loro rapporto inizia a migliorare dopo che fa amicizia con Eru. Mayaka ha una passione per il disegno manga ed è anche un membro del club dedicato ad essi della scuola, anche se lei è estremamente riluttante a dirlo. Malgrado sia molto schietta, sarcastica e in apparenza un po' fredda, in realtà è molto passionale e, come si nota più volte, parecchio impulsiva. Mayaka ha a lungo nutrito dei sentimenti verso Satoshi, che l'ha sempre trattata in modo frivolo. Comincia poi ad uscire con Satoshi. Chiama Satoshi "Fuku-chan".

### Studenti della classe 2-F
Fuyumi Irisu (入須 冬実?, Irisu Fuyumi)
Doppiata da: Yukana
Un'amica di Eru. Una ragazza bella e regale conosciuta con il soprannome di Imperatrice (女帝?, Jotei). È un'esperta nel manipolare gli altri, ma invidia Chitanda per la sua ingenuità. Guida i membri della sua classe nella realizzazione di un film indipendente per il festival scolastico.
Kurako Eba (江波 倉子?, Eba Kurako)
Doppiata da: Aoi Yūki
Una cara amica di Hongou. Sembra timida e riservata e descrive Hongou come "diligente, attenta, ha un forte senso di responsabilità, ridicolmente gentile e facilmente commovente".
Junya Nakajo (中城 順哉?, Nakajō Jun'ya)
Doppiato da: Takayuki Kondō
Assistente alla regia nel film indipendente della classe 2-F. Era uno dei tre investigatori coinvolti nella risoluzione del mistero della sceneggiatura incompiuta di Hongou.
Tomohiro Haba (羽場 智博?, Haba Tomohiro)
Doppiato da: Atsushi Abe
Il maestro degli oggetti di scena nel film indipendente della classe 2-F. È stato anche uno dei tre investigatori coinvolti nella risoluzione del mistero della sceneggiatura incompiuta di Hongou.
Misaki Sawakiguchi (沢木口 美崎?, Sawakiguchi Misaki)
Doppiata da: Mariya Ise
Il manager della pubblicità nel film indipendente della classe 2-F. Era una dei tre investigatori coinvolti nella risoluzione del mistero della sceneggiatura incompiuta di Hongou.
Takeo Kaito (海藤 武雄?, Kaitō Takeo)
Doppiato da: Katsuyuki Konishi
Uno degli attori del film della classe 2-F dove interpretava il ruolo della vittima.
Jiro Sugimura (杉村 二郎?, Sugimura Jirō)
Doppiato da: Miyu Irino
Una delle attrici del film della classe 2-F.
Midori Yamanishi (山西 みどり?, Yamanishi Midori)
Doppiata da: Ami Koshimizu
Una delle attrici del film della classe 2-F.
Mamiko Senoue (瀬之上 真美子?, Senoue Mamiko)
Doppiata da: Ryō Hirohashi
Una delle attrici del film della classe 2-F.
Takeo Katsuta (勝田 竹男?, Katsuta Takeo)
Doppiato da: Yūki Tai
Uno degli attori del film della classe 2-F.
Yuri Konosu (鴻巣 友里?, Kōnosu Yuri)
Doppiata da: Minori Chihara
Una delle attrici del film della classe 2-F.

### Altri
Tomoe Oreki (折木 供恵?, Oreki Tomoe)
Doppiata da: Satsuki Yukino
L'audace sorella maggiore di Houtarou che torna da un viaggio in giro per il mondo. Un ex membro del Club di Letteratura che ha suggerito a Houtarou di iscriversi. Lo prende sempre in giro per la sua introversione. Ha grandi poteri deduttivi che possono essere uguali o addirittura maggiori di suo fratello, come mostrato quando deduce correttamente le intenzioni di Fuyumi Irisu dietro l'incidente del film indipendente.
Yoko Itoigawa (糸魚川 養子?, Itoigawa Yōko)
Doppiata da: Mami Koyama
È un insegnante-bibliotecaria della scuola; in passato fu il primo presidente del Club di Letteratura l'anno dopo l'incidente riguardante Jun Sekitani. Ha 49 anni (61 nell'anime).
Jun Sekitani (関谷 純?, Sekitani Jun)
Doppiato da: Kanata Hongō
Un tragico eroe sconosciuto del passato della scuola Kamiyama. È lo zio di Eru Chitanda, scomparso durante un viaggio e si presume morto. Costretto a essere il capro espiatorio di una protesta scolastica, si è assunto l'intero onere ed è stato espulso. È stato presidente del Club di Letteratura e autore della pubblicazione Hyouka. Il titolo in giapponese significa "io grido", ma in realtà si riferisce alle parole inglesi "ice cream": è un gioco di parole su "I scream", rivelando così la silenziosa angoscia di Jun. Si crede che si sia perso in India e in seguito viene dichiarato legalmente morto dalle autorità per essere scomparso da così tanti anni.
Masashi Togaito (遠垣内 将司?, Tōgaito Masashi)
Doppiato da: Ryōtarō Okiayu
Uno studente del terzo anno della scuola superiore Kamiyama e presidente del Club del Giornale Murale. È un rampollo della famiglia Togaito, considerata per i loro contributi nel campo dell'istruzione.
Omichi (尾道?)
Doppiato da: Takumi Yamazaki
Insegnante di matematica della classe A. È descritto da Satoshi come "rigoroso ma solo perché è severo con se stesso".
Koreyuki Tani (谷 惟之?, Tani Koreyuki)
Doppiato da: Yoshihisa Kawahara
Uno studente del primo anno a cui piace competere con Satoshi.
Shoko Yuasa (湯浅 尚子?, Yuasa Shōko)
Doppiata da: Naomi Shindō
La presidente del Club di Studio sui Manga.
Ayako Kochi (河内 亜也子?, Kōchi Ayako)
Doppiata da: Masumi Asano
Un membro del Club di Studio sui Manga e amica di Shoko.
Haruna Anjo (安城 春菜?, Anjō Haruna)
Un'amica di Ayako e autrice del manga Un cadavere di sera
Kaho Jumonji (十文字 かほ?, Jūmonji Kaho)
Doppiata da: Saori Hayami
Un'amica di Eru e una compagna di classe di Satoshi. La sua famiglia gestisce il santuario di Arekusu, dove è una miko. È anche l'unico membro rimasto del Club di Chiromanzia della scuola.
Jiro Tanabe (田名辺 治朗?, Tanabe Jirō)
Doppiato da: Jun Fukuyama
Studente del secondo anno alla scuola superiore Kamiyama e membro del comitato esecutivo del festival scolastico. Si è occupato degli sfondi del manga Un cadavere di sera.
Muneyoshi Kugayama (陸山 宗芳?, Kugayama Muneyoshi)
Doppiato da: Toshiyuki Morikawa
Uno studente del secondo anno alla scuola superiore Kamiyama e il presidente del consiglio studentesco. È un illustratore di talento e il disegnatore principale di Un cadavere di sera.
Rie Zenna (善名 梨絵?, Zenna Rie)
Doppiata da: Aki Toyosaki
Una parente di Mayaka e la sorella maggiore di Kayo. Ha l'abitudine di scrivere il suo nome sui propri oggetti, non permettendo a sua sorella di usarli.
Kayo Zenna (善名 嘉代?, Zenna Kayo)
Doppiata da: Yui Ogura
La sorella minore di Rie, che è più tranquilla e mite di quest'ultima. A differenza di Rie, non scrive il suo nome sui suoi oggetti.

## Media

### Light novel
Hyouka è il primo romanzo della serie Koten-bu (古典部? lett. "Sezione classici"), scritto da Honobu Yonezawa e pubblicato da Kadokawa Shoten il 31 ottobre 2001. Al 30 novembre 2016 sono stati pubblicati sei volumi (romanzi e raccolte di racconti). Un settimo romanzo è stato confermato dall'autore su Twitter. I racconti sono pubblicati sulla rivista Yasei jidai di Kadokawa Shoten. Ciascuno dei romanzi ha un sottotitolo in inglese, la maggior parte dei quali fa riferimento ad altri romanzi polizieschi. Un libro intitolato Yonezawa Honobu to kotenbu (米澤穂信と古典部? lett. "Honobu Yonezawa e il club dei classici"), contenente interviste a Yonezawa e altre persone che hanno lavorato alla serie, un nuovo racconto e altro materiale di riferimento è stato pubblicato il 13 ottobre 2017.
| Nº | Titolo italiano (traduzione letterale) Giapponese 「Kanji」 - Rōmaji                                  | Data di prima pubblicazione             | Data di prima pubblicazione |
| Nº | Titolo italiano (traduzione letterale) Giapponese 「Kanji」 - Rōmaji                                  | Giapponese                              |                             |
| 1  | Hyouka 「氷菓」 - Hyōka                                                                               | 31 ottobre 2001 ISBN 4-04-427101-1      |                             |
| 2  | Titoli di coda del folle 「愚者のエンドロール」 - Gusha no Endo Rōru                                  | 31 luglio 2002 ISBN 4-04-427102-X       |                             |
| 3  | L'ordine Kudryavka 「クドリャフカの順番」 - Kudryavka no junban                                       | 30 giugno 2005 ISBN 4-04-873618-3       |                             |
| 4  | Ragazza su una deviazione 「遠まわりする雛」 - Tōmawari suru hina                                     | 3 ottobre 2007 ISBN 978-4-04-427104-6   |                             |
| 5  | La distanza stimata tra i due 「ふたりの距離の概算」 - Futari no kyori no gaisan                      | 25 giugno 2010 ISBN 978-4-04-100325-1   |                             |
| 6  | Anche se mi è stato detto che ora ho le ali 「いまさら翼といわれても」 - Imasara tsubasa to iwaretemo | 30 novembre 2016 ISBN 978-4-04-104761-3 |                             |

### Manga

Copertina del primo volume dell'edizione italiana, raffigurante Houtarou Oreki ed Eru Chitanda

L'adattamento manga di Hyouka, disegnato da Task Ohna è serializzato sulla rivista Monthly Shōnen Ace della Kadokawa Shoten dal 26 gennaio 2012. Il primo volume tankōbon è stato pubblicato il 24 aprile 2012 e al 25 ottobre 2024 i volumi pubblicati sono sedici. I primi dodici volumi adattano i primi quattro romanzi. Una serie sequel viene serializzata a partire da agosto 2019 sempre su Monthly Shōnen Ace.
A fine luglio 2020 è stato comunicato sul numero 9 di Monthly Shōnen Ace che la serie sarebbe andata in pausa a causa dei problemi di salute del fumettista. Successivamente la serie è tornata ad essere serializzata a partire dal 26 ottobre 2020.
In Italia il manga è pubblicato con sovracopertina e prime pagine a colori da J-Pop, etichetta di Edizioni BD, ed il 28 marzo 2015 ha pubblicato il primo volume; al 30 luglio 2025 i volumi pubblicati sono sedici. La traduzione dei testi è curata da Carlotta Spiga.
| Nº | Data di prima pubblicazione | Data di prima pubblicazione | Data di prima pubblicazione | Data di prima pubblicazione |
| Nº | Giapponese                  | Giapponese                  | Italiano                    | Italiano                    |
| -- | --------------------------- | --------------------------- | --------------------------- | --------------------------- |
| 1  | 24 aprile 2012              | ISBN 978-4-04-120270-8      | 28 marzo 2015               | ISBN 978-88-6883-224-7      |
| 2  | 23 agosto 2012              | ISBN 978-4-04-120271-5      | 23 maggio 2015              | ISBN 978-88-6883-261-2      |
| 3  | 24 gennaio 2013             | ISBN 978-4-04-120272-2      | 5 settembre 2015            | ISBN 978-88-6883-327-5      |
| 4  | 21 giugno 2013              | ISBN 978-4-04-120740-6      | 28 novembre 2015            | ISBN 978-88-6883-453-1      |
| 5  | 24 settembre 2013           | ISBN 978-4-04-120882-3      | 27 febbraio 2016            | ISBN 978-88-6883-525-5      |
| 6  | 26 aprile 2014              | ISBN 978-4-04-121096-3      | 25 maggio 2016              | ISBN 978-88-6883-634-4      |
| 7  | 26 luglio 2014              | ISBN 978-4-04-101749-4      | 10 agosto 2016              | ISBN 978-88-6883-718-1      |
| 8  | 26 gennaio 2015             | ISBN 978-4-04-101750-0      | 29 dicembre 2016            | ISBN 978-88-6883-822-5      |
| 9  | 26 agosto 2015              | ISBN 978-4-04-103588-7      | 15 marzo 2017               | ISBN 978-88-6883-950-5      |
| 10 | 26 luglio 2016              | ISBN 978-4-04-103589-4      | 14 giugno 2017              | ISBN 978-88-3275-054-6      |
| 11 | 26 ottobre 2017             | ISBN 978-4-04-103590-0      | 21 marzo 2018               | ISBN 978-88-3275-339-4      |
| 12 | 25 maggio 2019              | ISBN 978-4-04-103591-7      | 4 settembre 2019            | ISBN 978-88-3275-937-2      |
| 13 | 25 novembre 2020            | ISBN 978-4-04-109730-4      | 13 luglio 2022              | ISBN 978-88-349-0810-5      |
| 14 | 25 marzo 2022               | ISBN 978-4-04-112386-7      | 29 novembre 2023            | ISBN 978-88-349-1306-2      |
| 15 | 25 luglio 2023              | ISBN 978-4-04-114116-8      | 26 giugno 2024              | ISBN 978-88-349-2560-7      |
| 16 | 25 ottobre 2024             | ISBN 978-4-04-115666-7      | 30 luglio 2025              | ISBN 978-88-349-3556-9      |

### Anime

Logo della serie

Un adattamento animato della Kyoto Animation è iniziato in Giappone il 22 aprile 2012 su Chiba TV, TV Saitama e TVQ Kyushu Broadcasting e successivamente su altre reti. Il primo episodio è stato presentato in anteprima il 14 aprile durante uno speciale evento tenuto presso il Kadokawa Cinema di Shinjuku. Un episodio OAV basato su una sceneggiatura realizzata dall'autore della light novel, è stato pubblicato insieme al terzo volume del manga nel gennaio 2013.
Le sigle d'apertura sono Yasashisa no riyū (優しさの理由?) cantata da Chōcho (ep. 1-2, 4, 6-8, 10-11.5) e Mikansei Stride (未完成ストライド?, Mikansei Sutoraido) di Saori Kodama (ep. 13-16, 18-20, 22) mentre quelle di chiusura Madoromi no yakusoku (まどろみの約束?) (ep. 2-4, 6-11.5) e Kimi ni matsuwaru Mystery (君にまつわるミステリー?, Kimi ni matsuwaru Misuterī) (ep. 12-14, 16, 18, 20-22) entrambe di Satomi Satō e Ai Kayano.

#### Episodi
| Nº   | Titolo italiano (traduzione letterale) Giapponese 「Kanji」 - Rōmaji | In onda           | In onda |
| Nº   | Titolo italiano (traduzione letterale) Giapponese 「Kanji」 - Rōmaji | Giapponese        |         |
| 1    | Lo stimato Club Classico ha riaperto 「伝統ある古典部の再生」 - Dentō aru koten-bu no saisei | 22 aprile 2012    |         |
| 1    | Su richiesta di sua sorella maggiore, Houtarou Oreki si unisce al Club di Letteratura del suo liceo per impedirne l'abolizione. Incontra Eru Chitanda nella stanza del club e dopo una breve conversazione si chiede come sia riuscita ad entrare nella stanza senza una chiave, dato che quest'ultima l'aveva lui. Vengono interrotti da Satoshi Fukube e mentre Houtarou cerca di andarsene viene fermato da Eru che vuole sapere come era stata chiusa la stanza. Quindi spiega che l'addetto alle pulizie l'aveva chiusa con le chiavi di riserva, dimostrando così una deduzione logica. Il giorno seguente inganna Eru facendola concentrare su un mistero inventato per impedire a quest'ultima di trascinarlo nella lontana stanza di musica e sprecare le sue energie per risolvere un altro mistero. Mentre torna a casa con Satoshi, dà una spiegazione plausibile per il caso dell'aula di musica. |                   |         |
| 2    | Le attività dello stimato Club Classico 「名誉ある古典部の活動」 - Meiyo aru koten-bu no katsudō | 29 aprile 2012    |         |
| 2    | Viene presentata Mayaka Ibara e Houtarou risolve un altro mistero riguardante un libro regolarmente preso in prestito dalla biblioteca per un breve periodo di tempo, che in realtà viene utilizzato dal Club di Arte per disegnare. Poiché non sono riusciti a trovare in biblioteca le pubblicazioni riguardanti il passato del Club di Letteratura, Eru rimane delusa perché vuole realizzare una pubblicazione per il prossimo festival culturale. Houtarou viene svegliato dalla telefonata di Eru il giorno successivo e, quando la incontra in un bar, ammette di avere una confessione da fare. |                   |         |
| 3    | Gli eredi del Club Classico e le relative circostanze 「事情ある古典部の末裔」 - Jijō aru koten-bu no matsuei | 4 maggio 2012     |         |
| 3    | Eru parla del mistero di suo zio, le cui parole l'hanno fatta piangere quando era piccola. Vuole ricordare cosa le aveva detto e sapere cosa gli è successo, così Houtarou accetta di aiutarla. Dopo gli esami di medio termine, il ragazzo riceve un'altra lettera dalla sorella maggiore che rivela l'ubicazione delle pubblicazioni passate dal Club di Letteratura, situate nella sala di biologia, ora utilizzata dal Club del Giornale Murale. Houtarou scopre che Togaito, il presidente del Club del Giornale Murale, stava fumando tabacco e decide quindi di ricattarlo per ottenere le vecchie pubblicazioni. Eru fiduciosa di poter risolvere il mistero di suo zio tramite le suddette pubblicazioni, scopre che la prima di esse è scomparsa, scioccandola. |                   |         |
| 4    | I giorni passati del Club Classico e le sue glorie 「栄光ある古典部の昔日」 - Eikō aru koten-bu no sekijitsu | 13 maggio 2012    |         |
| 4    | Il club organizza un incontro per discutere del mistero dello zio di Eru. A casa di quest'ultima, ogni membro del Club di Letteratura presenta il proprio riassunto della ricerca e le proprie teorie. Quando è il turno di Houtarou, questi chiede di usare il bagno, quindi mette insieme la sua teoria da tutte le presentazioni degli altri membri. Spiega che lo zio di Eru e altri studenti potrebbero aver negoziato con gli insegnanti per non accorciare il periodo del festival culturale, ma il prezzo è stata l'espulsione dello zio dalla scuola. Quando il mistero viene risolto, tutti i membri se ne vanno, ma Eru si chiede ancora perché abbia pianto sentendo le parole di suo zio. |                   |         |
| 5    | La verità sul Club Classico e del suo passato 「歴史ある古典部の真実」 - Rekishi aru koten-bu no shinjitsu | 20 maggio 2012    |         |
| 5    | Dopo una conversazione telefonica con sua sorella, Houtarou si rende conto che ci sono ancora dei buchi nella sua teoria. Quindi affronta la bibliotecaria della scuola, Yoko Koriyama, che era presente al momento dell'incidente che ha coinvolto lo zio di Eru. Rivela che quest'ultimo è stato costretto ad assumersi la responsabilità dello sciopero degli studenti per aver accorciato il festival culturale - nello specifico durante una notte delle manifestazioni, un falò realizzato dagli studenti provocò l'incendio della palestra e fu distrutta - e quindi non era del tutto colpa sua se è stato espulso; La scuola decise di espellerlo a monito di tutti gli altri studenti, in quanto capo fila dello sciopero. Il suo ultimo desiderio fu quello di chiamare le pubblicazioni del Club di Letteratura come "Hyouka", che nella sua traduzione in inglese rivela che si tratta di un gioco di parole sull'"ice cream" (gelato), poiché la sua vera intenzione era trasmettere il messaggio "I scream" (io grido), chiedendo ai futuri membri del Club di Letteratura di essere forti poiché venne espulso con la forza dalla scuola. Dopo aver compreso il messaggio, Eru si mette a piangere ricordando che la famigerata domanda che fece a suo zio quel giorno era riguardo al vero significato di "Hyouka". Il giorno successivo, il Club di Letteratura inizia a pianificare la loro pubblicazione. |                   |         |
| 6    | Commettere un peccato 「大罪を犯す」 - Taizai o okasu | 27 maggio 2012    |         |
| 6    | Un giorno, mentre Houtarou è in classe, la lezione viene interrotta da un rumore proveniente da un'altra stanza in fondo al corridoio. Dopo che la lezione si è conclusa, il ragazzo trascorre il resto del pomeriggio come fa di solito al Club di Letteratura. Nella sala del club trova Mayaka che sta rimproverando Satoshi per essersi dimenticato di quello che sembra essere un appuntamento. I quattro membri del club divergono quindi in una discussione filosofica e sociale su cosa significhi essere arrabbiati e sull'importanza dei sette peccati capitali per la società e gli esseri umani. Siccome aveva sentito la voce di Eru durante il trambusto che aveva udito precedentemente in classe, Houtarou chiede alla ragazza di cosa si trattasse e perché si era arrabbiata. Houtarou in seguito scopre che la confusione era dovuta dall'incomprensione dell'insegnante della classe, ma né Houtarou né la stessa Eru riescono a comprendere il motivo della sua arrabbiatura. |                   |         |
| 7    | Quando la nebbia si alza 「正体見たり」 - Shōtai mitari | 3 giugno 2012     |         |
| 7    | Durante la primavera, i quattro membri del Club di Letteratura fanno un viaggio programmato da Eru e alloggiano in una locanda che appartiene ai parenti di Mayaka. Vengono accolti dai cugini di Mayaka, Rie e Kayo, e dalla loro famiglia. Eru dice che anche lei desidera avere un fratello. Dopo aver fatto un tuffo nelle terme, Houtarou ha le vertigini e viene aiutato a tornare alla locanda da Satoshi. Più tardi, tutti (tranne Houtarou, che si sente ancora male) iniziano a raccontare storie di fantasmi. Rie racconta la storia di un fantasma nella locanda in cui alloggiano. La mattina dopo, durante la colazione, Mayaka ed Eru affermano di aver visto il suddetto fantasma. Houtarou ed Eru cercano la causa scatenante, che si rivela essere uno yukata appeso. Durante il ritorno da un altro viaggio alle terme, Houtarou spiega a Eru che Kayo ha indossato lo yukata di Rie quel giorno al festival estivo, senza che nessuno lo sapesse, dal momento che Rie è piuttosto possessiva riguardo alle sue cose. E poiché lo yukata si è bagnato sotto la pioggia quando Kayo era fuori, ha appeso lo yukata ad asciugare nella stanza in cui risiede il presunto fantasma, in modo che il resto della famiglia non lo venisse a sapere. Eru si rattrista pensando che Rie non abbia voluto nemmeno condividere lo yukata con sua sorella, ma poi vede Rie portare Kayo ferita sulle spalle, ed Eru diventa di nuovo felice. |                   |         |
| 8    | All'anteprima! 「試写会に行こう！」 - Shishakai ni ikō! | 10 giugno 2012    |         |
| 8    | L'episodio inizia con Eru che chatta con una delle sue senpai. Durante questa conversazione, il Club di Letteratura è invitato a vedere una produzione misteriosa della classe 2-F, la cui sceneggiatrice si è ammalata gravemente prima che potesse concludere la trama, quindi l'assassino della storia è rimasto sconosciuto. Houtarou non ha nessuna voglia di prendere parte al lavoro investigativo ma alla fine si mostra consenziente sul fatto che lui e gli altri membri del club ricoprano la parte di osservatori che ascoltano i tre "detective" dilettanti della classe 2-F e poi danno le loro opinioni. |                   |         |
| 9    | Il caso d'omicidio del villaggio deserto Furuoka 「古丘廃村殺人事件」 - Furuoka haison satsujin jiken | 17 giugno 2012    |         |
| 9    | Dopo aver parlato con i membri dietro la produzione del film da parte della classe di Fuyumi Irisu, Houtarou e gli altri membri del Club di Letteratura ascoltano la teoria di ciascun membro della produzione su quale dovrebbe essere il finale del film incompiuto. Poiché la sceneggiatrice si è ammalata prima che le riprese fossero completate, il gruppo non ha potuto continuare la storia. Per facilitare l'interrogazione di ogni membro, Kurako Eba, un membro femminile della classe che ha prodotto il film, invita i tre membri uno alla volta. Dopo una piccola introduzione, ogni membro dà la sua teoria e le sue ragioni, successivamente Houtarou, Satoshi, Mayaka ed Eru danno il loro contro accordo o obiezione a seconda del caso. |                   |         |
| 10   | Ciò che nessuno ha notato 「万人の死角」 - Bannin no shikaku | 24 giugno 2012    |         |
| 10   | Dopo che tutte le teorie degli investigatori dilettanti sono state respinte, l'Imperatrice (Fuyumi Irisu) chiede personalmente a Houtarou di risolvere il mistero in modo da evitare il fallimento. Sorprende tutti i suoi amici andando a scuola durante le vacanze ma alla fine escogita una soluzione con la quale accontenta quasi tutti (l'eccezione degna di nota è il maestro di scena). Tuttavia, la domanda di Mayaka dopo la proiezione di prova del film gli fa capire che si è dimenticato di trovare un ruolo per la corda che il maestro di scena ha menzionato che la sceneggiatrice gli aveva chiesto di fornire ma che non aveva ancora utilizzato nel film incompiuto. |                   |         |
| 11   | Titoli di coda del folle 「愚者のエンドロール」 - Gusha no Endo Rōru | 1º luglio 2012    |         |
| 11   | Dopo che anche gli altri due membri del club (Satoshi ed Eru) hanno affermato perché credono che il finale creato da Houtarou non sia quello che Hongou, la sceneggiatrice originale, voleva, inizia un nuovo ciclo di pensieri e rivaluta i fatti con una prospettiva maggiore nei confronti del video originale che ha usato quando ha pensato al primo finale. Di conseguenza, è irritato dal fatto che l'Imperatrice lo abbia preso in giro e lei stesse tirando i fili nel dietro le quinte per far sì che tutti servissero i suoi scopi. Nell'ultima scena, condivide le sue opinioni con Eru su ciò che probabilmente voleva Hongou, che è felice di quella soluzione perché crede che né a lei né a Hongou piacciano le storie in cui qualcuno muore. |                   |         |
| 11.5 | Ciò di cui tutti hanno bisogno 「持つべきものは」 - Motsu beki mono wa | 8 luglio 2012     |         |
| 11.5 | Durante una piacevole e calda mattina d'estate, Houtarou si sveglia e scende al piano di sotto per iniziare la sua giornata. Qui sente lo scrosciare della doccia credendo che questa sia occupata da sua sorella, Tomoe Oreki, finalmente tornata a casa dai suoi viaggi. Il suo sospetto si rivela corretto e gli viene offerto un lavoro all'università di Tomoe come bagnino, in cui lei promette che non dovrà fare quasi nulla. Houtarou accetta volentieri e dopo un po' di tempo incontra in piscina Eru, Satoshi e Mayaka con cui risolve un altro piccolo mistero. |                   |         |
| 12   | Quasi accatastati fino al soffitto 「限りなく積まれた例のあれ」 - Kagirinaku tsumareta rei no are | 8 luglio 2012     |         |
| 12   | Il festival scolastico si avvicina e tutti e quattro i membri del Club di Letteratura non riescono a dormire per l'attesa di questo evento. Houtarou saluta sua sorella al mattino, la quale dice che è tradizione per il Club di Letteratura affrontare sempre qualche tipo di problema durante il festival. Gli dà così una penna stilografica rotta prima che se ne vada. Il Club di Letteratura si riunisce prima della cerimonia di partenza per risolvere un problema; Mayaka aveva ordinato 30 copie della loro pubblicazione, ma invece se ne ritrovano 200. Il club escogita così un piano per convincere il consiglio studentesco a spostare il club dall'attuale posizione scomoda in una nuova bancarella, e anche per pubblicizzarsi partecipando a vari concorsi. |                   |         |
| 13   | Un cadavere di sera 「夕べには骸に」 - Yūbeni ha mukuroni | 15 luglio 2012    |         |
| 13   | Durante il festival scolastico, Satoshi partecipa a un concorso a quiz con l'intenzione di pubblicizzare Hyouka. Satoshi arriva tra gli ultimi quattro e incontra un conoscente, Tani, del Club di Go, che gli dice che alcune tessere del go sono state rubate. Nel frattempo, vari club riferiscono che anche a loro sono state rubate varie piccole cose e che su ogni scena del crimine c'è un biglietto lasciato dal colpevole, noto solo come "Jūmonji" ("十文字"?). |                   |         |
| 14   | Lampo 「ワイルド・ファイア」 - Wairudo Faia | 22 luglio 2012    |         |
| 14   | Satoshi, Eru e Mayaka hanno in programma di partecipare al prossimo concorso di cucina come parte del loro piano per pubblicizzare il Club di Letteratura. Tuttavia, Mayaka è costretta a finire dei poster per il Club di Studio sui Manga prima di poter partecipare alla competizione, costringendo Eru e Satoshi a coprire le prime due parti della competizione. Durante la gara di cucina, Satoshi fa del suo meglio ed Eru si rivela addirittura eccellente, ma ad un certo punto quest'ultima usa accidentalmente la maggior parte degli ingredienti assegnati. Quando Mayaka arriva in ritardo per fare la sua parte, scopre di non avere abbastanza ingredienti per preparare i piatti. Tuttavia, Houtarou chiama Satoshi per dare alla squadra un sacchetto di farina, che ha ricevuto come scambio per una delle loro pubblicazioni. Con le regole che consentono di introdurre ingredienti esterni, quest'ultimo consente a Mayaka di cucinare un piatto appena in tempo. Mentre Mayaka sta cucinando, tuttavia, scopre che il mestolo della sua postazione è scomparso. I membri del Club di Cucina gliene danno così un altro, ma Eru in seguito scopre che è stato lasciato un biglietto sotto a un vassoio, il quale conferma che il misterioso ladro ha colpito ancora. |                   |         |
| 15   | L'incidente Jūmonji 「十文字事件」 - Jūmonji jiken | 29 luglio 2012    |         |
| 15   | Il Club di Letteratura ha l'idea di catturare il ladro Jūmonji (十文字?) usando le abilità di Houtarou in modo da pubblicizzare ulteriormente il loro club. Houtarou capisce subito che i club colpiti dai furti sono in ordine alfabetico (gojūon). Sospettano inoltre che anche gli oggetti rubati seguano un ordine simile. Infine, Houtarou dice al gruppo di smettere di leggere "十文字" come cognome di uno studente ("Jūmonji"); così facendo rivela che "十文字" in realtà sta per "dieci lettere" ("jū moji"). Seguendo questo ordine si scopre che il loro club potrebbe essere preso di mira per ultimo. |                   |         |
| 16   | L'ultimo obiettivo 「最後の標的」 - Saigo no hyōteki | 5 agosto 2012     |         |
| 16   | Man mano che sempre più persone si rendono conto che i furti stanno seguendo l'ordine del gojūon, molti investigatori dilettanti si riuniscono la mattina presto davanti al Global Acting Club (グローバルアクトクラブ?, Gurōbaru Akuto Kurabu, lett. "Club di Recitazione Globale"). Nessuno pensa al Club di Studio sui Quiz (クイズ研究会?, Kuizu kenkyūkai) come un probabile obiettivo, poiché il suo evento è già finito. Alla fine, si scopre che "ku" (く?) è stato saltato e il Club di Musica Leggera (軽音楽部?, Keiongaku-bu), il cui nome inizia con "ke" (け?), è invece preso di mira. La sorella di Houtarou, mantenendo fede alla sua promessa, visita il festival culturale il suo ultimo giorno e scambia lo specchio di Mayaka con il manga Un cadavere di sera (夕べには骸に?, Yūbe ni wa mukuro ni), una copia del quale Mayaka stava cercando a casa sua precedentemente. Con sorpresa di tutti nel club, trova il manga affascinante e non può lasciarlo da parte finché non avrà finito di leggerlo. Così gli dà alcuni indizi sulla soluzione del mistero "Jūmoji", ma il quadro completo non è ancora del tutto chiaro. Chiede così aiuto a Satoshi, ma Houtarou ha ancora alcune cose da capire per poter fare un'ipotesi esaustiva. Nel frattempo, ad Eru vengono concessi cinque minuti di trasmissione sulla radio della scuola. |                   |         |
| 17   | L'ordine Kudryavka 「クドリャフカの順番」 - Kudoryafuka no junban | 12 agosto 2012    |         |
| 17   | Eru finisce il suo discorso alla radio della scuola, ma ha dei dubbi sul fatto che stesse facendo la cosa giusta. Più tardi, ammette all'Imperatrice, dopo che Fuyumi le ha dato lo stesso consiglio, che seguire l'esempio dell'Imperatrice nel manipolare le persone non fa per lei. Il suo discorso radiofonico, tuttavia, mette in moto gli eventi e la stanza del Club di Letteratura si riempie di studenti, che si aspettano di aiutare a prevenire l'ultimo colpo di Jūmoji. I volumi di Hyouka vengono così venduti molto velocemente. Nonostante ciò, non i membri del club non riescono a proteggere la pubblicazione originale, che prende fuoco e un biglietto di Jūmoji appare in un'altra copia di Hyouka. Mayaka ha dei sospetti perché vede dell'acqua sul tavolo dove si trovava la pubblicazione e nota che Satoshi è stranamente silenzioso e irritato per i recenti eventi. Così Houtarou, dopo aver letto un manga intitolato Un cadavere di sera, riesce a scoprire che dietro questa storia ci sono il presidente e il vicepresidente della scuola. |                   |         |
| 18   | Splende il sole su quelle montagne? 「連峰は晴れているか」 - Renpō ha harete iruka | 19 agosto 2012    |         |
| 18   | Houtarou, con sorpresa e preoccupazione del Club di Letteratura, si interessa al mutato sentimento del suo passato insegnante nei confronti degli elicotteri e alla sua apparente sopravvivenza a tre fulmini. Eru è curiosa dell'interesse di Houtarou e si unisce a lui per fare qualche ricerca presso la biblioteca della città. Houtarou ricorda che sua sorella gli disse che il clima atmosferico tra le montagne è abbastanza differente da quello della città, il che significa che la storia del fulmine è plausibile, anche se improbabile. Conferma poi attraverso degli articoli di giornale che il suo insegnante ha scalato spesso le montagne e viene a sapere di un incidente che ha coinvolto alcuni alpinisti rimasti bloccati. Conclude che il suo insegnante stava controllando la presenza degli elicotteri della polizia per vedere se il salvataggio sarebbe stato portato a termine con successo. Houtarou dice quindi di aver indagato sul mistero per tenere conto dei veri sentimenti dell'insegnante. Eru rimane sbalordita da ciò che ha detto Houtarou, ma non è in grado di esprimere i suoi sentimenti a parole. Il mistero viene così risolto ed Eru torna a casa in bici. Houtarou, rimasto solo a riflettere, pensa che siccome Eru si è offerta di seguirlo spontaneamente, le deve un favore per il suo aiuto. |                   |         |
| 19   | Chiunque lo sappia 「心あたりある者は」 - Kokoro atari aru mono ha | 26 agosto 2012    |         |
| 19   | Houtarou sfida Eru a inventare un mistero casuale da risolvere per dimostrare che una teoria può essere creata da qualsiasi cosa e che Eru non può fare affidamento su di lui su tutto ciò su cui riflette. Dopo che è stato annunciato all'interfono della scuola, Eru decide di far capire a Houtarou perché gli studenti che sono andati in una cartoleria locale vengono chiamati nell'aula del personale. Con grande disagio di Houtarou, Eru prende il "gioco" troppo sul serio e diventa insoddisfatta dei risultati. Ricordando di un volantino affisso su una bacheca nella scuola, Houtarou deduce che gli studenti vengono chiamati nell'aula del personale per aiutare le autorità a trovare la fonte di una banconota contraffatta da 10.000 yen consegnata agli impiegati della cartoleria. La teoria sembra perfetta ed Eru rimane impressionata e senza parole. Tuttavia, sia lei che Houtarou dimenticano perché hanno inventato il gioco in primo luogo. La mattina dopo, Houtarou vede sul giornale che i colpevoli dello schema di contraffazione sono stati arrestati, confermando l'accuratezza della falsa teoria di Houtarou. |                   |         |
| 20   | Buon anno 「あきましておめでとう」 - Akimashi te omedetō | 2 settembre 2012  |         |
| 20   | Eru chiede a Houtarou di accompagnarla al santuario di Arekusu per Capodanno, affermando che Satoshi e Mayaka sarebbero stati lì e che aveva intenzione di mostrare il suo kimono. Una volta arrivati, Mayaka, che sta dando una mano occupandosi degli oggetti smarriti, e che dà un biglietto portafortuna sia ad Eru che a Houtarou. Mayaka dice loro che Satoshi è andato a casa da un po' per vedere una serie televisiva, che Houtarou aveva già visto all'inizio della giornata. In seguito, Eru e Houtarou si offrono volontari per prendere delle fecce di sakè dal magazzino del santuario, ma i due trovano erroneamente un capannone e vengono rinchiusi al suo interno. Dal momento che tutte quante le persone al santuario la riconoscerebbero, Eru chiede a Houtarou di non chiamare aiuto, poiché qualcuno potrebbe farsi un'idea sbagliata della loro situazione. Sfidando il freddo, Houtarou lascia cadere il fazzoletto di Eru fuori dal capannone nella speranza che possa arrivare a Mayaka. L'oggetto viene portato dalla ragazza, ma quest'ultima viene distratta dall'arrivo di Satoshi. Ricordando che quest'ultimo aveva visto lo stesso dorama, Houtarou butta fuori anche la borsa di Eru. Mayaka la riconosce e la mostra subito a Satoshi, che vede immediatamente il filo che Houtarou aveva legato attorno ad essa, rivelandosi un riferimento al dorama dove il suo "contenuto era intrappolato". Alla fine Satoshi si precipita al capannone e li salva. |                   |         |
| 21   | Il caso del cioccolato fatto in casa 「手作りチョコレート事件」 - Tezukuri Chokorēto jiken | 9 settembre 2012  |         |
| 21   | Durante il giorno di San Valentino del loro ultimo anno di scuola media, Mayaka cerca di convincere Satoshi ad accettare i sentimenti che prova per lui ma fallisce nel suo scopo, in quanto il ragazzo sostiene che il cioccolato che gli aveva preparato non fosse di qualità. Così quest'anno chiede invece l'aiuto di Eru per preparare del cioccolato ancora migliore del precedente. Nel frattempo, Houtarou si imbatte in Satoshi in un portico e riflette sul fatto che il suo amico sembra aver perso la sua competitività rispetto all'anno prima. Mayaka lascia il cioccolato che ha preparato nella stanza del Club di Letteratura con Eru, ma il cibo scompare dopo che la ragazza lascia la stanza. Houtarou tenta di capire chi potrebbe averlo rubato, anche se ha già un'idea in mente. Mayaka è scoraggiata per la sparizione del cioccolato e torna a casa, così Eru la segue. Houtarou affronta Satoshi sostenendo che sia stato lui a nascondere il cioccolato. Quest'ultimo confessa, spiegando che sebbene voglia stare con Mayaka, non vuole diventare ossessionato da lei. In seguito Mayaka rivela a Eru che sapeva era stato Satoshi a prendere la cioccolata e che aveva paura di darle una risposta. Giunta la sera, Eru ringrazia Houtarou per il suo aiuto e Satoshi chiama Mayaka al telefono, dicendole che ha qualcosa di cui parlarle. |                   |         |
| 22   | Ragazza su una deviazione 「遠回りする雛」 - Tōmawari suru hina | 16 settembre 2012 |         |
| 22   | Eru chiede a Houtarou di farle da portaombrelli durante l'Hinamatsuri di quest'anno. Tuttavia il ragazzo viene fermato lungo la strada dall'imminente costruzione di un piccolo ponte, anche se un operaio lo lascia passare. Quando Houtarou conferma che il ponte vicino è in costruzione, il personale del festival rimane sconvolto in quanto il corteo doveva attraversare proprio quel ponte. Un giovane dai capelli castani suggerisce di passare attraverso ad un altro ponte vicino per poter dar così inizio alla cerimonia. All'esterno Houtarou vede Fuyumi Irisu, ovvero l'Imperatrice, ed Eru, entrambe vestite e truccate per l'occasione. Mentre il corteo procede, Houtarou viene colto alla sprovvista dall'abbigliamento di Eru e pensa che gli piacerebbe rivedere il suo viso. Alla fine della giornata, Eru chiede a Houtarou chi ha ha dato il permesso di costruire il ponte. Entrambi concordano che il responsabile sia il giovane dai capelli castani, che Eru ricorda che era interessato alla fotografia, e che molto probabilmente desiderava scattare delle fotografie sfruttando un'angolazione migliore. Mentre Eru e Houtarou tornano a casa, lei afferma che ha deciso di prendere lezioni di scienze per aiutare gli altri a trovare un modo per coltivare i raccolti in modo più efficiente. Eru spiega ce non vede molto potenziale di crescita nella città, ma sostiene che qualunque cosa accada, ci sarebbe sempre tornata e dice che le piacerebbe che Houtarou notasse questa parte di lei. Houtarou inizia a dirle che l'avrebbe aiutata con il suo sogno, ma poi si interrompe e commenta che il clima è freddo. Eru esclama allegramente che la primavera è arrivata e il vento soffia tra i vicini alberi di ciliegio in fiore. |                   |         |

### Live-action
Un film live-action diretto da Mari Asato è stato distribuito nei cinema giapponesi il 3 novembre 2017 da Kadokawa Pictures. Kento Yamazaki e Alice Hirose interpretano rispettivamente Houtarou ed Eru.

## Accoglienza
Ad ottobre 2017 la light novel ha venduto 2,5 milioni di copie. Nel marzo 2018 si è tenuto un sondaggio sul sito Goo Ranking riguardante i personaggi maid più amati dai giapponesi e Eru Chitanda è arrivata al decimo posto con 94 voti.